# JB Futsal Gentofte
Jægersborg Boldklub Futsal – duński klub futsalowy z siedzibą w mieście Gentofte, obecnie występuje w najwyższej klasie rozgrywkowej Danii.

## Sukcesy
- Mistrzostwo Danii (4): 2012/13, 2014/15, 2015/16, 2017/18